# Митко Тошев
Митко Тошев (на македонска литературна норма: Митко Тошев) е скулптор и художник от Северна Македония.

## Биография
Роден е в 1972 година в Струмица, тогава във Федерална Югославия. Първата си излжба реалзира в 1985 година. Тошев реализира множество самостоятелни и колективни изложби след това в страната и чужбина. Организира изложба в Македонската академия на науките и изкуствата в чест на децата бежанци. Централно място в неговия художествен опус заемат портретите.